# Pirmil

Pirmil este o comună în departamentul Sarthe, Franța. În 2009 avea o populație de 463 de locuitori.